# Numéro Beilstein
Pour les articles homonymes, voir Beilstein.
 (octobre 2017).
Si vous disposez d'ouvrages ou d'articles de référence ou si vous connaissez des sites web de qualité traitant du thème abordé ici, merci de compléter l'article en donnant les références utiles à sa vérifiabilité et en les liant à la section « Notes et références ».
Le numéro Beilstein (ou Beilstein Registry Number en anglais; BRN) d'une substance chimique organique est son identifiant unique dans la base de données chimiques "Beilstein database", maintenue par 'Reaxys'.
Le BRN est assigné lors d'une procédure d'enregistrement des composés chimiques (sauf les biomolécules, mélanges et polymères), validée par des publications scientifiques. Ce numéro ne code pas pour une information sur le composé.